# Amit Goswami

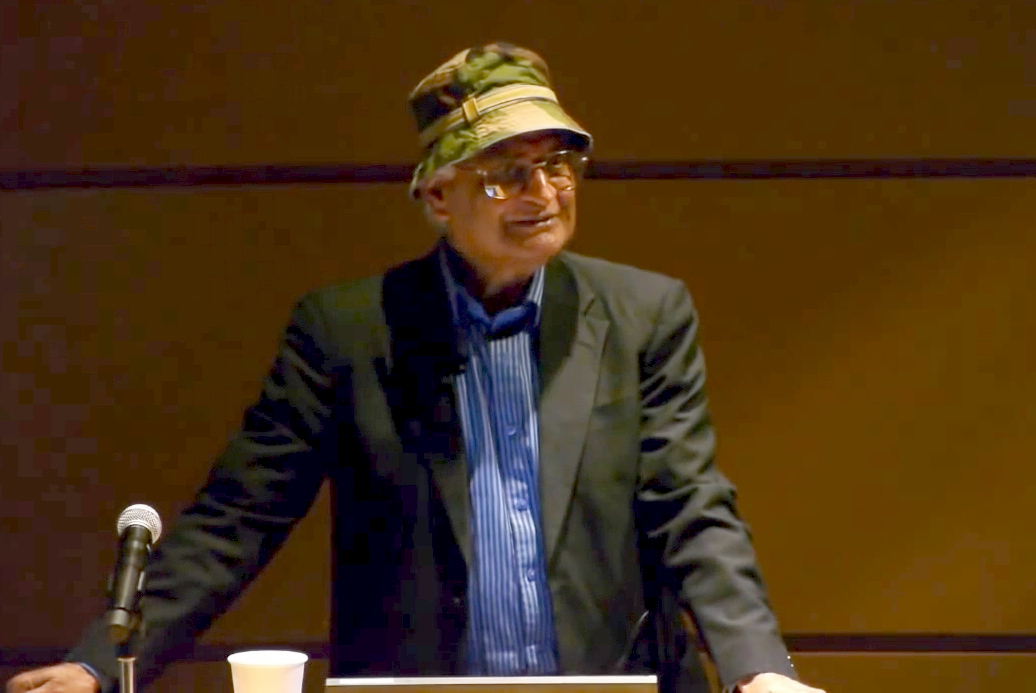
Amit Goswami (November 2013)

Amit Goswami (* 4. November 1936 in Indien) ist ein indisch-amerikanischer Physiker. Er war Professor am Institut of Theoretical Science der University of Oregon. Er hat sich in zahlreichen wissenschaftlichen Arbeiten mit der Verbindung von Quantenphysik und Bewusstsein befasst und bemüht sich um eine Synthese der „Neuen Physik“ mit der Spiritualität und den Traditionen der indischen Philosophie. Er ist Verfasser zweier Standardwerke über die Geschichte der Physik (The Physicists’ View of Nature), davon eines über die Quantenmechanik. Zu seinen bekanntesten Werken gehört Das bewusste Universum (engl. The Self-Aware Universe, erschienen 1993), in dem er die Hypothese vertritt, dass sich die Paradoxien der modernen Wissenschaften lösen lassen, wenn man davon ausgeht, dass das Universum nicht aus Materie, sondern aus Bewusstsein besteht. Goswami trat unter anderem auch im Film What the Bleep do we (k)now!? auf. In Zusammenarbeit mit seiner Frau Maggie Goswami entstand das Buch The Cosmic Dancers: Exploring the Physics of Science Fiction. Sie leben gemeinsam in Eugene, Oregon (USA).

## Leben und Lehre
Der in Indien geborene Amit Goswami erlangte 1964 seinen Doktor für Physik an der Universität Kalkutta. Von dort aus startete er seine Karriere in den Vereinigten Staaten und war von 1968 bis 1997 Professor für Theoretische Physik an der Universität von Oregon. Von 1998 bis 2000 war er als Dozent am Institute of Noetic Sciences tätig und unterrichtete regelmäßig am Holmes Institut, der Philosophischen Forschungsuniversität in Los Angeles, Pacifica in Santa Barbara, Kalifornien und am Instituto Universitario de la Paz (UNIPAZ) in Portugal.
Sein Interesse galt vor allem der Bedeutung der Quantenphysik für unser heutiges Weltbild. Aus der Sicht eines idealistischen Monismus, wie ihn auch das indische Vedanta kennt, erscheinen viele Fragen, die die Quantenphysik aufwirft, als gelöst. Somit vereint sein Denken Wissenschaft und Spiritualität, von Goswami als Quanten-Spiritualität bezeichnet.
Aus dieser Sicht bemühte er sich, auch andere Aspekte des modernen Geisteslebens neu zu interpretieren: von der Heilkunst über die Theorie einer Quanten-Evolution, selbst der Vorschlag einer Quanten-Ökonomie (engl. quantum economics), die den Kapitalismus nach der Prägung von Adam Smith in ein neues Paradigma überführt. Aus all dem entstand 2009 die von ihm begründete Bewegung des Quanten-Aktivismus (engl. quantum activism), die vor allem in Nord- und Südamerika, aber auch in Süd- und Osteuropa und in Indien verbreitet ist. 2018 gründet er zusammen mit seinen Mitarbeitern das Quantum Activism Vishwalayam, ein Zentrum für transformative Bildung in Indien, das auf den Prinzipien der Quantenphysik und des Primats des Bewusstseins basiert. Das Institut untersteht der University of Technology of Jaipur.

## Das bewusste Universum
In seinem Hauptwerk Das bewusste Universum (1993) setzt sich Amit Goswami zunächst mit der dualistischen Weltsicht Descartes auseinander, die in seiner Trennung von subjektiver und objektiver Wahrnehmung in der Wissenschaft zur deterministischen Sichtweise des materialistischen Realismus geführt hat, der gravierende Folgen auf unser modernes Weltbild hatte. Amit Goswami schreibt dazu:

„Der negative Einfluß des materialistischen Realismus auf die Lebensqualität des modernen Menschen ist enorm. Der materialistische Realismus konfrontiert uns mit einem Universum, das ohne spirituelle Bedeutung ist: mechanisch, leer und einsam.“

Gegen diese einseitige und aus seiner Sicht unhaltbare Weltsicht setzt Goswami einen idealistischen Monismus, in dem dem Bewusstsein eine fundamentale Rolle zukommt. Aus einer allgemeinverständlichen und übersichtlichen Darstellung der Quantenphysik zieht Goswami in seinem Buch den Schluss, dass überhaupt alles aus Bewusstsein bestehe und nicht im klassischen Sinn aus Materie. Diese Sichtweise des monistischen Idealismus erlaube es, so Goswami, die Quantenphysik frei von Paradoxien zu interpretieren.
Auf dieser Grundlage versucht Goswami im zweiten Teil des Buches die spirituellen Traditionen der Menschheit, vor allem aber der indischen Tradition mit der Sichtweise der Quantenphysik zu verbinden. Die typisch indische Reflexion des Selbst (Maya - Illusion, Atman - Selbst oder Nicht-selbst, Buddhi - Erwachen) findet Goswami in der Struktur des Bewusstseins wieder.

„Unser Bewusstsein ist ein in höchsten Maße umfassendes Bewusstsein; zudem ist es ein Bewusstsein auf transzendentaler Ebene - die wir nur als die unberührte Ebene erkennen können.“

## Kritik
Die von Amit Goswami vorgetragene Hypothese des bewussten Universums basiert auf einer Übertragung der subatomaren Prozesse der Quantenmechanik auf die makrokosmischen Gesetze unserer Welt. Dieser Zusammenhang wird von vielen Wissenschaftlern bestritten. Schon auf Grund der Dekohärenz lassen sich quantenphysikalische Effekte nicht einfach auf unsere Wirklichkeit übertragen. Deshalb betrachten viele Wissenschaftler Vorstellungen wie die der Quanten-Heilung, der quantenphysikalischen Erklärung paranormaler Phänomene etwa das Hellsehen oder der Telepathie als unwissenschaftliche Grenzüberschreitung in den Bereich des New Age oder der Esoterik. So wurden auch Goswamis Gedanken von den Skeptikern Michael Shermer und Victor J. Stenger als Quantum Quakery betitelt. Dem stehen jedoch ganz neue Sichtweisen entgegen wie zum Beispiel aus dem Bereich der Hirnforschung, die das Entstehen von Bewusstsein auf quantenmechanische Zustände im Gehirn zurückführen oder die Verschränkung biologischer Systeme in der Mikrobiologie, die dem Geheimnis der Formbildung und der Evolution zugrunde liegen könnten. Die gedankliche Nähe der Paradoxien in der Quantenphysik und der widersprüchlichen Sprache mancher spiritueller Meister haben auch viele andere Denker schon dazu bewogen Spiritualität und Quantenphysik zusammenzubringen. Die besondere Verbindung mit dem indischen Denken der Philosophie des Vedanta bleibt westlichen Skeptikern zunächst rätselhaft – für den aus dem indischen Kulturraum stammenden Goswami ist dieser allerdings naheliegend.

## Werke
Bücher
- The Cosmic Dancers: Exploring the Physics of Science Fiction. 1985, Amit Goswami und Maggie Goswami, ISBN 0-07-023867-7.
- Quantum Mechanics. 1992, ISBN 0-697-11811-8
- Self-Aware Universe: How Consciousness Creates the Material World. 1993, ISBN 978-0-671-71287-7.
- The Self-Aware Universe: How Consciousness Creates the Material World (1995), ISBN 978-0-87477-798-7, deutsch: Das bewusste Universum: Wie Bewusstsein die materielle Welt erschafft. 2007, ISBN 978-3-363-03126-3.
- Quantum Creativity: Waking Up to Our Creative Potential. 1999, ISBN 978-1-57273-227-8.
- The Physicists’ View of Nature, Part 1: From Newton to Einstein. 2000, ISBN 0-306-46450-0.
- The Physicists' View of Nature, Part 2: The Quantum Revolution. 2002, ISBN 978-0-306-46509-3.
- Physics of the Soul: The Quantum Book of Living, Dying, Reincarnation, and Immortality. 2002, ISBN 978-1-57174-332-9.
- The Quantum doctor: a physicist s guide to health and healing. 2004, ISBN 978-1-57174-417-3.
- The Visionary Window: A Quantum Physicist's Guide to Enlightenment. 2006, ISBN 0-8356-0845-X.
- Science And Spirituality: A Quantum Integration (History Of Science, Philosophy And Culture In Indian Civilization). 2006, Amit Goswami und Maggie Goswami, ISBN 81-215-0816-9.
- Creative Evolution: A Physicist's Resolution Between Darwinism and Intelligent Design (2007), ISBN 978-0-8356-0858-9, deutsch: Die schöpferische Evolution: Zwischen Gottesglaube und Darwinismus. 2009, ISBN 978-3-7831-9057-1.
- How Quantum Activism Can Save Civilization: A Few People Can Change Human Evolution. 2011, ISBN 978-1-57174-637-5.
- God is Not Dead: What Quantum Physics tells us about our Origins and how We Should Live. 2012, ISBN 978-1-57174-673-3.
- Quantum Creativity: Think Quantum, Be Creative. 2014, ISBN 978-1-4019-4075-1.
- Quantum Economics: Unleashing the Power of an Economics of Consciousness. 2015, ISBN 978-1-937907-34-1.
- The Everything Answer Book: How Quantum Physics explains Love, Death and the meaning of Life. 2019, ISBN 978-93-87944-22-0.
- Quantum Spirituality: The Pursuit of Wholeness. 2019, ISBN 978-93-5347-933-6.
- Quantum Politics: Saving Democracy. 2020, ISBN 978-1-64388-269-7.
- The Quantum Science of Happiness: How Integrating Science and Spirituality in Your Life Makes You Happier. 2020, ISBN 978-1-937907-69-3.

Filme
- Quantum Activism: In Challenging Times https://www.youtube.com/watch?v=n9mQWibHQNg
- What the Bleep Do We Know!? (2004), deutsche Fassung: What the Bleep do we (k)now!? – Ich weiß, dass ich nichts weiß! (2006)
- Dalai Lama Renaissance (2007), deutsche Fassung: Dalai Lama Renaissance - Der wahre Wandel beginnt in dir (2009)
- The Quantum Activist: Über die Wissenschaft zu Gott (2009), DVD
- Wie werde ich ein Quantenaktivist? (2011), DVD

Audio
- Quantum Physics of Quantum Healing Amit Goswami und Deepak Chopra (2002), ISBN 1-56170-920-4, Audio.